# Пепељаста светлост
Пепељаста светлост је веома слаба светлост која се добија са оних делова Месечеве површине који нису директно обасјани Сунчевом светлошћу, већ зрацима рефлектованим са Земље.
Феномен се најбоље запажа после или пре младог Месеца када Месец има малу фазу, јер се тада са Месеца Земља види готово потпуно обасјана. Тих ноћи је могуће запазити цео Месечев диск, иако је само његов мањи део непосредно осветљен Сунчевим зрацима.
Још је Леонардо да Винчи у 16. веку правилно разумео ову појаву.
Пепељаста светлост се користи да се одреди Земљин албедо, а преко тога и промена просечне глобалне облачности на планети Земљи.